# Alhambra (Kalifornien)
Alhambra ist eine Stadt im US-Bundesstaat Kalifornien. Sie befindet sich im geografischen Zentrum des Los Angeles County in Südkalifornien. Das U.S. Census Bureau hat bei der Volkszählung 2020 eine Einwohnerzahl von 82.868 ermittelt. Das Stadtgebiet umfasst eine Fläche von 19,7 km².
Durch den Interstate 710 und den San Bernardino Freeway besteht eine enge Verkehrsanbindung an Los Angeles und weitere Städte der Region sowie weiter ins kalifornische Hinterland.

## Demographie
Nach dem Stand der Volkszählung 2010 lebten 83.089 Menschen in Alhambra. Die Einwohnerzahl verringerte sich damit seit dem Stand der Volkszählung 2000 um rund 2000 Personen.
Alhambra gehört zu den Städten mit dem größten Anteil an Asiaten in den USA. Ihr Anteil lag 2010 bei rund 52 Prozent. Die zweitgrößte Bevölkerungsgruppe sind Latinos, deren Zahl bei etwa 34 Prozent liegt. Europäischstämmige Weiße, die sonst die Mehrheit der US-Bevölkerung stellen, sind nur mit zehn Prozent an der städtischen Bevölkerung vertreten. Weitere ethnische Gruppen wie Afroamerikaner sind Minderheiten.
Die Anzahl der Haushalte betrug nach der 2010 erhobenen Volkszählung 29.217. Bei der Geschlechterverteilung fällt auf, dass Frauen deutlich stärker in der Bevölkerung repräsentiert sind. Auf 100 Frauen kamen 97,2 Männer. Das Medianalter der Bewohner von Alhambra beträgt 39,3 Jahre und ist damit etwas höher als in den meisten anderen Städten Kaliforniens.

## Söhne und Töchter der Stadt
- Helen Tibbetts (1925–1997), Badmintonspielerin
- Robert Vaught (1926–2002), mathematischer Logiker
- James D. Watkins (1927–2012), Marineoffizier und Politiker
- Mickey Thompson (1928–1988), Rennfahrer, Konstrukteur, Geschäftsmann und Erfinder
- John Porter Houston (1933–1987), Romanist
- Ronnie Bucknum (1936–1992), Autorennfahrer
- Brent Dalrymple (* 1937), Geologe
- Kathleen Sky (* 1943), Science-Fiction- und Fantasyautorin
- Roberta Collins (1944–2008), Schauspielerin und Model
- Dean Cundey (* 1946), Kameramann
- Dale Webster (1948–2025), Surfer
- Stephen A. Czerkas (1951–2015), Bildhauer und Paläontologe
- Carl Ciarfalio (* 1953), Schauspieler und Stuntman
- Mitch Vogel (* 1956), Schauspieler
- Bob Jackson (* 1957), Schwimmer
- Dominic Breazeale (* 1985), Profiboxer